# Gildoria similis
Gildoria similis är en stekelart som först beskrevs av Boucek 1955.  Gildoria similis ingår i släktet Gildoria och familjen bracksteklar. Inga underarter finns listade i Catalogue of Life.